# Haiti nos Jogos Pan-Americanos de 2023
O Haiti competiu nos Jogos Pan-Americanos de 2023 em Santiago, no Chile, de 20 de outubro a 5 de novembro de 2023. Esta foi a 18.ª participação do país em Jogos Pan-Americanos, tendo competido em todas as edições dos jogos, exceto em 1963.

## Competidores
Abaixo está a lista do número de competidores (por gênero) participando dos jogos por esporte/disciplina.
| Esporte              | Masculino | Feminino | Total |
| -------------------- | --------- | -------- | ----- |
| Ginástica            | 0         | 1        | 1     |
| Levantamento de peso | 1         | 0        | 1     |
| Taekwondo            | 0         | 2        | 2     |
| Total                | 1         | 3        | 4     |

## Ginástica

### Artística
O Haiti qualificou uma ginasta feminina através do Campeonato Pan-Americano de 2023.
Feminino
| Atleta | Evento           | Qualificação | Qualificação | Qualificação | Qualificação | Total | Posição |
| Atleta | Evento           | Sa           | BA           | TE           | S            | Total | Posição |
| ------ | ---------------- | ------------ | ------------ | ------------ | ------------ | ----- | ------- |
|        | Individual geral |              |              |              |              |       |         |

Legenda de classificação: Q = Qualificada para a final por aparelhos

## Levantamento de peso
O Haiti classificou um halterofilista masculino.
| Atleta | Evento | Arranco   | Arranco | Arremesso | Arremesso | Total | Posição |
| Atleta | Evento | Resultado | Posição | Resultado | Posição   | Total | Posição |
| ------ | ------ | --------- | ------- | --------- | --------- | ----- | ------- |
|        |        |           |         |           |           |       |         |

## Taekwondo
O Haiti classificou duas atletas femininas durante o Torneio Classificatório para os Jogos Pan-Americanos.
Kyorugi
Feminino
| Atleta | Evento | Oitavas-de-final     | Quartas-de-final     | Semifinais           | Repescagem           | Final / MB           | Final / MB |
| Atleta | Evento | Adversário Resultado | Adversário Resultado | Adversário Resultado | Adversário Resultado | Adversário Resultado | Posição    |
| ------ | ------ | -------------------- | -------------------- | -------------------- | -------------------- | -------------------- | ---------- |
|        | –67 kg |                      |                      |                      |                      |                      |            |
|        | +67 kg |                      |                      |                      |                      |                      |            |